# 中村八幡宮 (横浜市)
中村八幡宮（なかむらはちまんぐう）は神奈川県横浜市南区に鎮座する神社。
氏子区域は、横浜市南区八幡町、中村町、睦町、山谷、平楽、唐沢で氏子約1万人とされている（1976年（昭和51年）現在）。
境内入口付近の石段に横浜市地域文化財（地域史跡）に登録されている内務省地理寮水準点（几号高低標）がある。

## 祭神
- 誉田別命[1][3]
- 天照皇大神[3]
- 五丹大明神[3]

## 歴史
古来、武蔵国久良岐郡石川郷中村の鎮守で八幡社といわれていた。
詳細な記録が別当寺の玉泉寺に保管されていたが中世に焼失したとされる。しかし、口伝によれば醍醐天皇の御代（897年 - 930年）には既に祠が存在し、八幡大明神として奉られていたと伝えられている。古くは神地、神田等を有していたが、1877年（明治10年）地租改正の際に上地となり、現在は所有していない。横浜村の名主であった石川家に保管されていた1742年（寛保2年）作成の地図（関東大震災で焼失）には中村八幡宮の除地および神田が記載されていた。
石川家は1854年（嘉永7年）日米和親条約締結時に応接所（場所は現在の開港広場公園）建設を請け負い、条約締結後にペリーは石川家を表敬訪問し夫人からもてなしを受けている。1859年（安政6年）横浜開港後、神奈川奉行により横浜周辺の名主の上に総年寄が置かれたが、保土ケ谷宿本陣苅部家とともに総年寄に任ぜられている。翌年には神奈川宿本陣石井家も任ぜられ、この3人総年寄の体制が1868年（慶応4年）の町政整備まで続いた。
新編武蔵風土記稿の久良岐郡中村の項には以下の記述が見られる。

「八幡社。除地二畝二十八歩。村の中程ニ建リ。鎮守ナリ。伍丹明神ヲ相殿トス。是伍丹大王ヲ祀レルナリ。王泉寺持。」--出典 『国立国会図書館デジタルコレクション 』『新編武蔵風土記稿. 巻之77 久良岐郡之5』

1873年（明治6年）に村社に列せられ、1888年（明治21年）に社名を現在の八幡宮と改称し、1909年（明治42年）9月15日に神饌幣帛料供進神社に指定される。
社殿は創建以来度々改修されていたが、記録に残るものとしては以下のとおりである。
- 1867年（慶応3年）9月に社殿（草萱欅造り10坪）を新築[3]。
- 1918年（大正7年）8月に社殿（瓦葺欅造り12坪）を改築[3]。
- 1923年（大正12年）9月1日の関東大震災では周辺の地盤が比較的固く倒壊は免れたが[11]、近隣の火災からの延焼により社殿以下ことごとく焼失した[3]。直後に御下賜材を拝受して仮本殿を造立し、続いて仮拝殿・神楽伝・社務所・神庫・境内神社を再建した[1]。
- 1933年（昭和8年）8月に社殿（銅葺檜造り太鼓楼神門瑞垣等70坪）造営[3]。

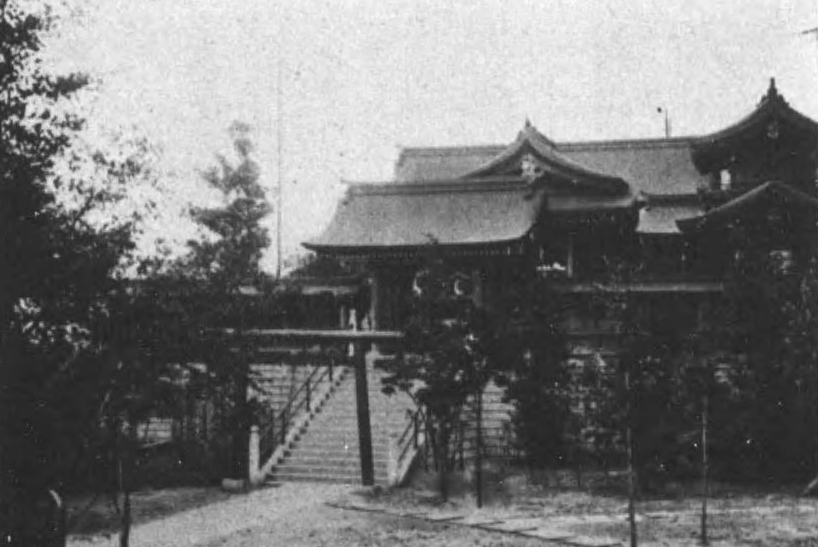
昭和8年道営の中村八幡宮（横浜）神奈川縣神社寫眞帖より

- 1945年（昭和20年）5月29日の横浜大空襲により建物すべて焼失[3]。
- 1951年（昭和26年）8月に社殿・神楽殿を新築[3]。
- 1958年（昭和33年）10月に横浜開港100年記念事業として、社務所が完成[3]。
- 1996年（平成8年）1月11日に社務所の電気ストーブ過熱により出火、社務所を全焼[12]。
- 1999年（平成11年）12月に本殿（銅板葺檜造5.8坪、流造[2]）を建替[13]。
- 2001年（平成13年）10月に幣殿・拝殿改築（銅板葺檜造14坪）、神饌所造営（3坪）を改築[13]。

源頼朝が鎌倉に幕府を開いたのち、毎年1回幕府より幣帛を捧げられた。その後北条氏の時代になってからも幣帛の外に米穀または田地を寄進されたと云われている。
神職は、文政年間から舞岡八幡宮（現在の横浜市戸塚区）の神職関家が兼務するしきたりであった。
1935年（昭和10年）に実施された横浜市の第二期町界町名地番整理で中村町（当時は中区、1943年（昭和18年）12月に中区から寿警察署（現南警察署）と大岡警察署（現港南警察署）の管内地域を分離して発足した南区に編入）の字八幡と字山谷の一部地域に新設された八幡町は中村八幡宮にちなんで命名された。

## 境内

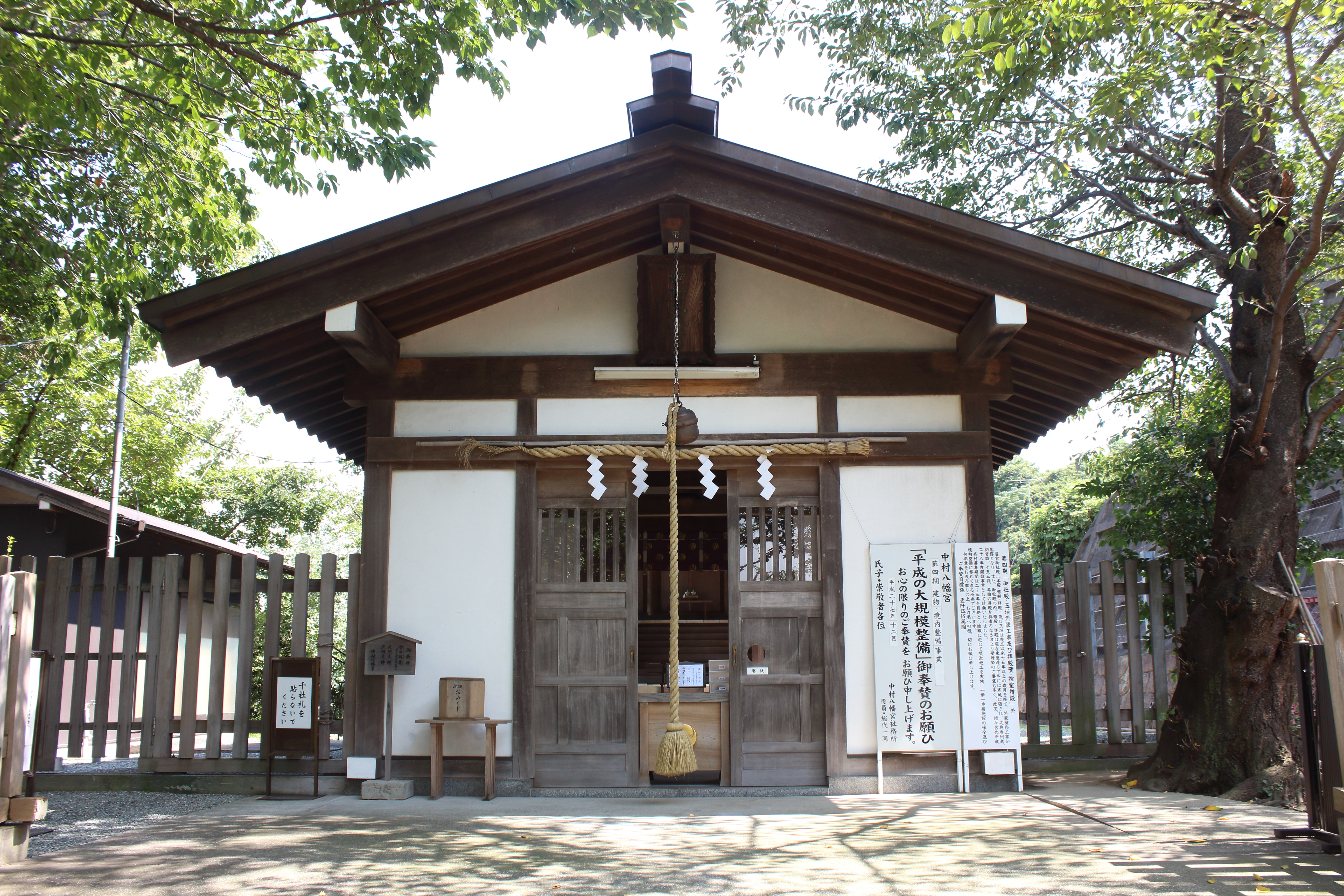
拝殿

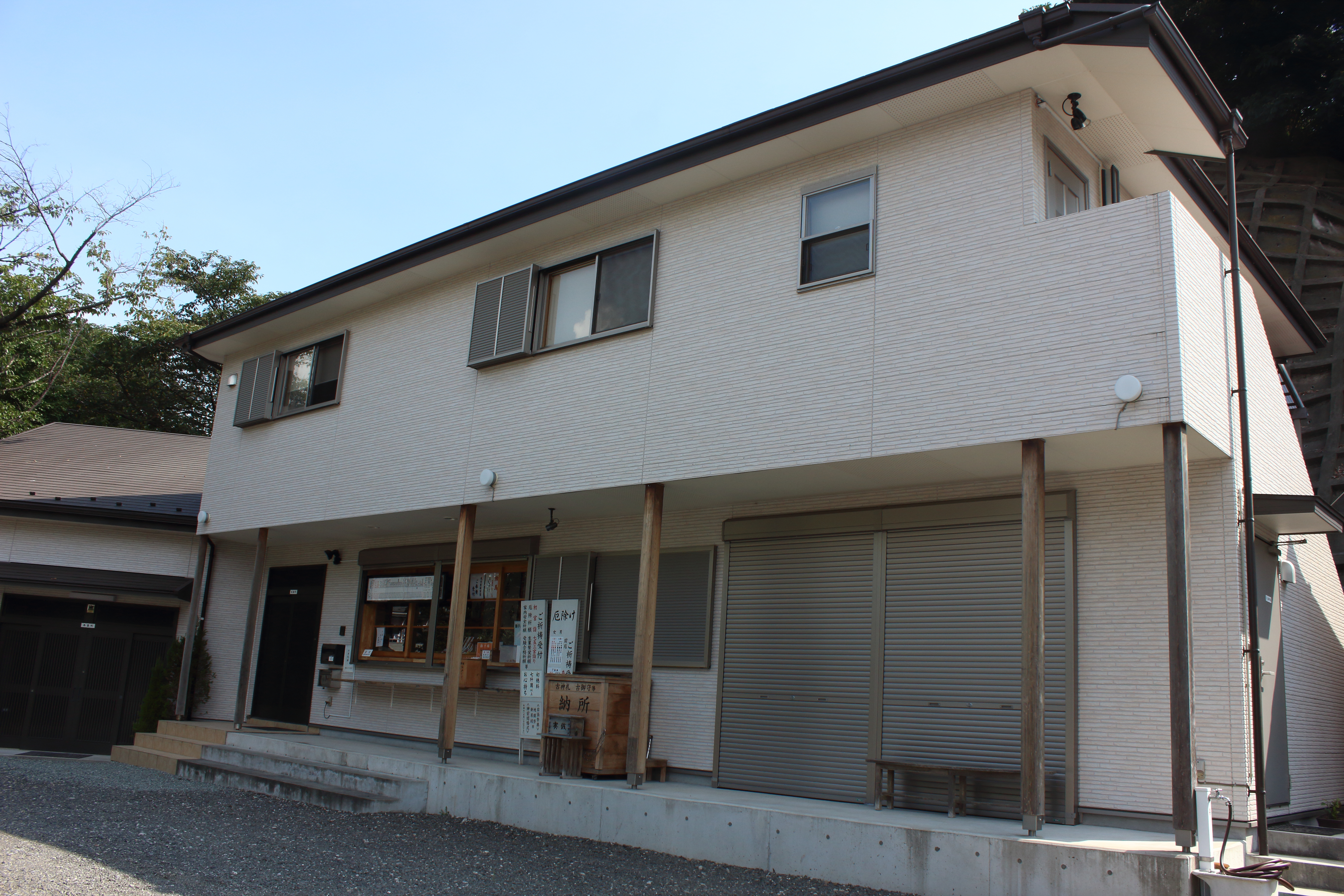
社務所（神楽殿・参集所）

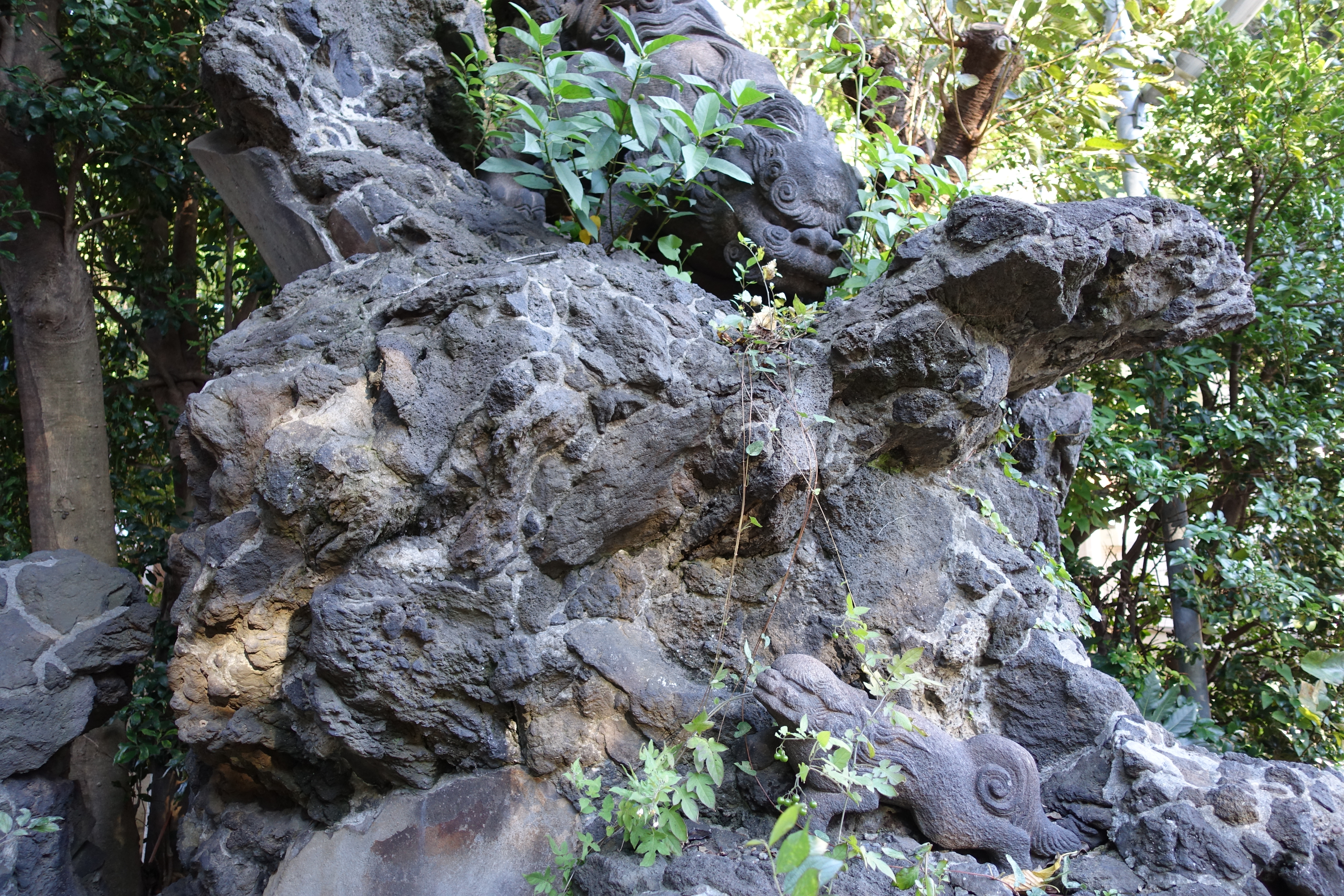
左側
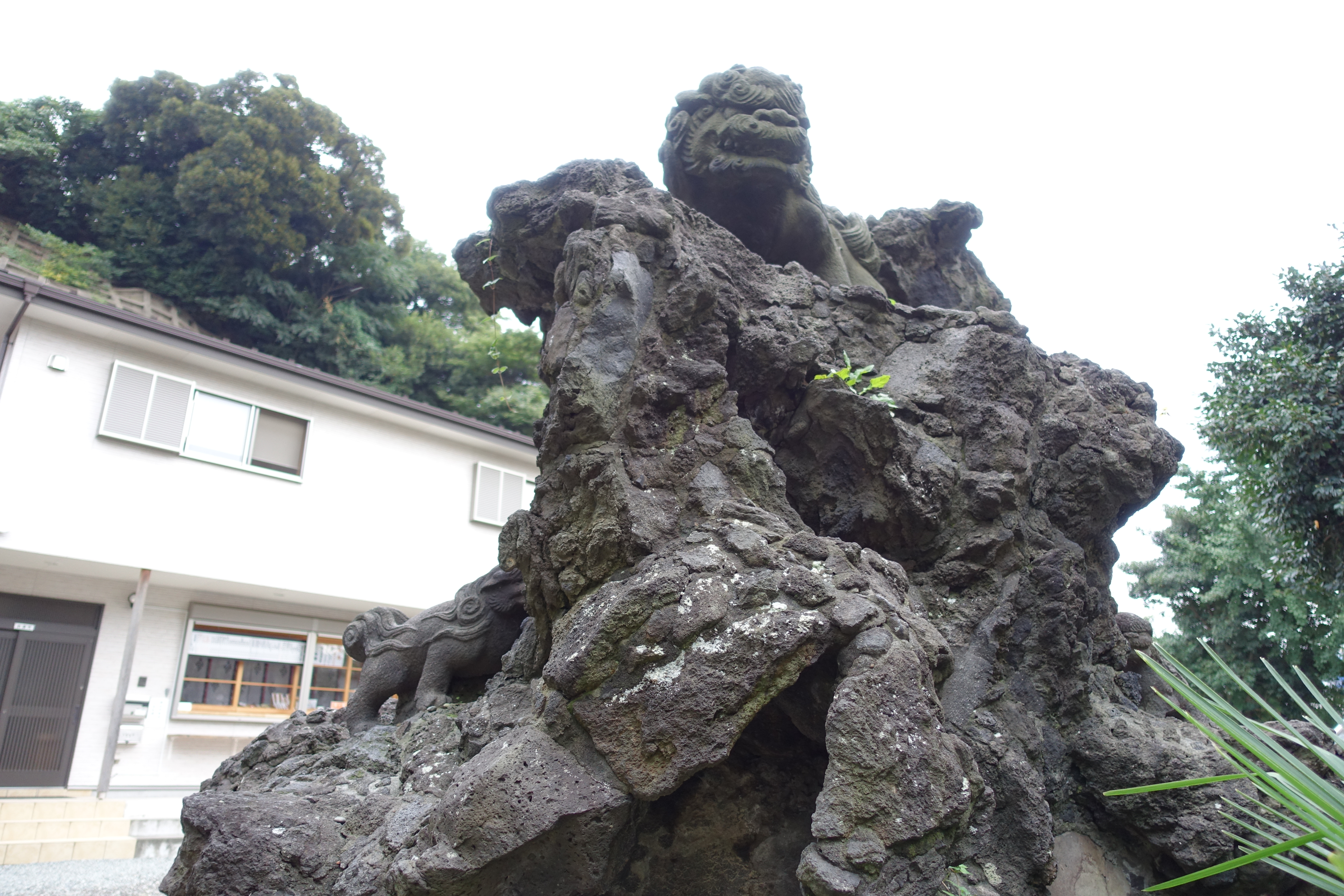
右側

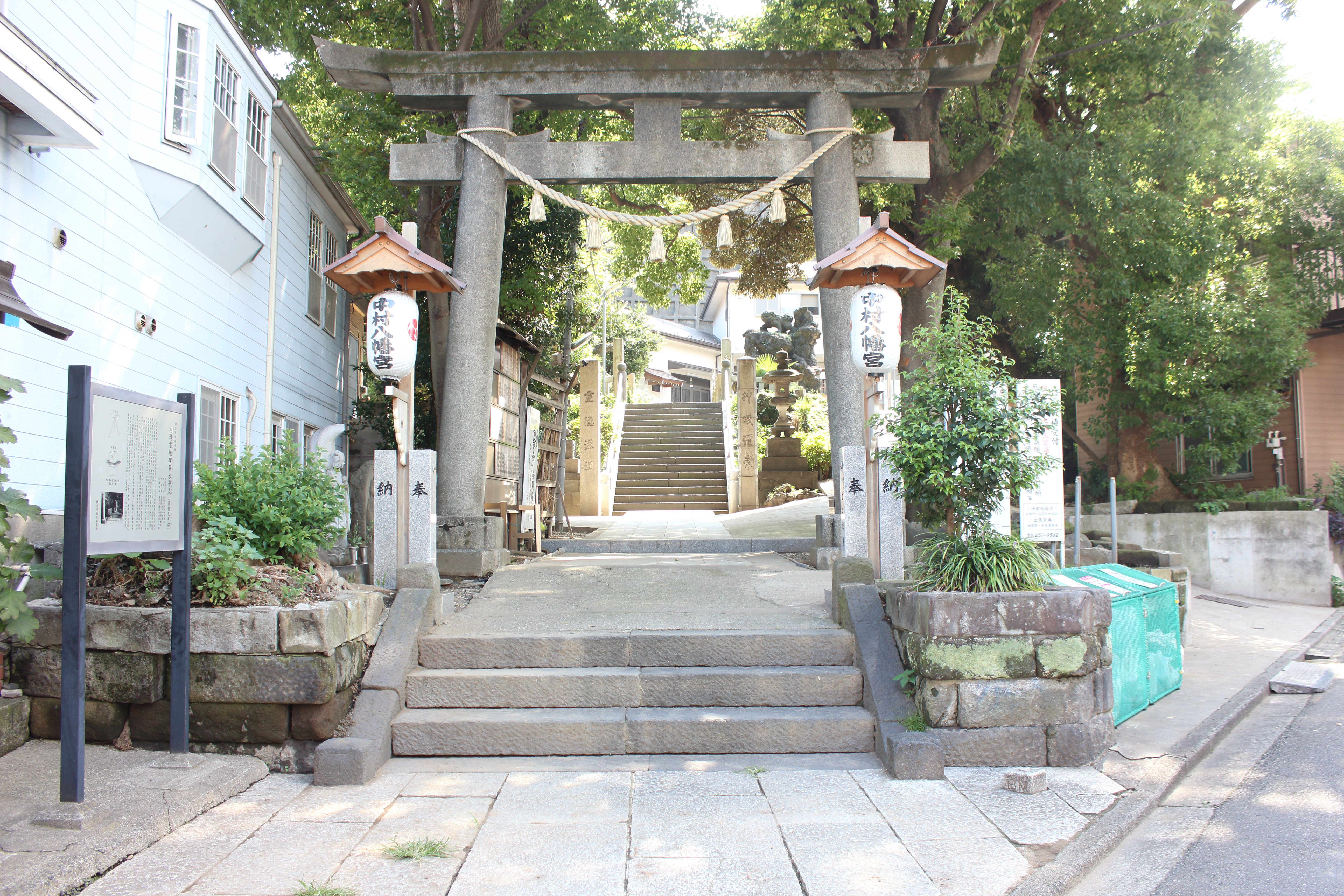
鳥居

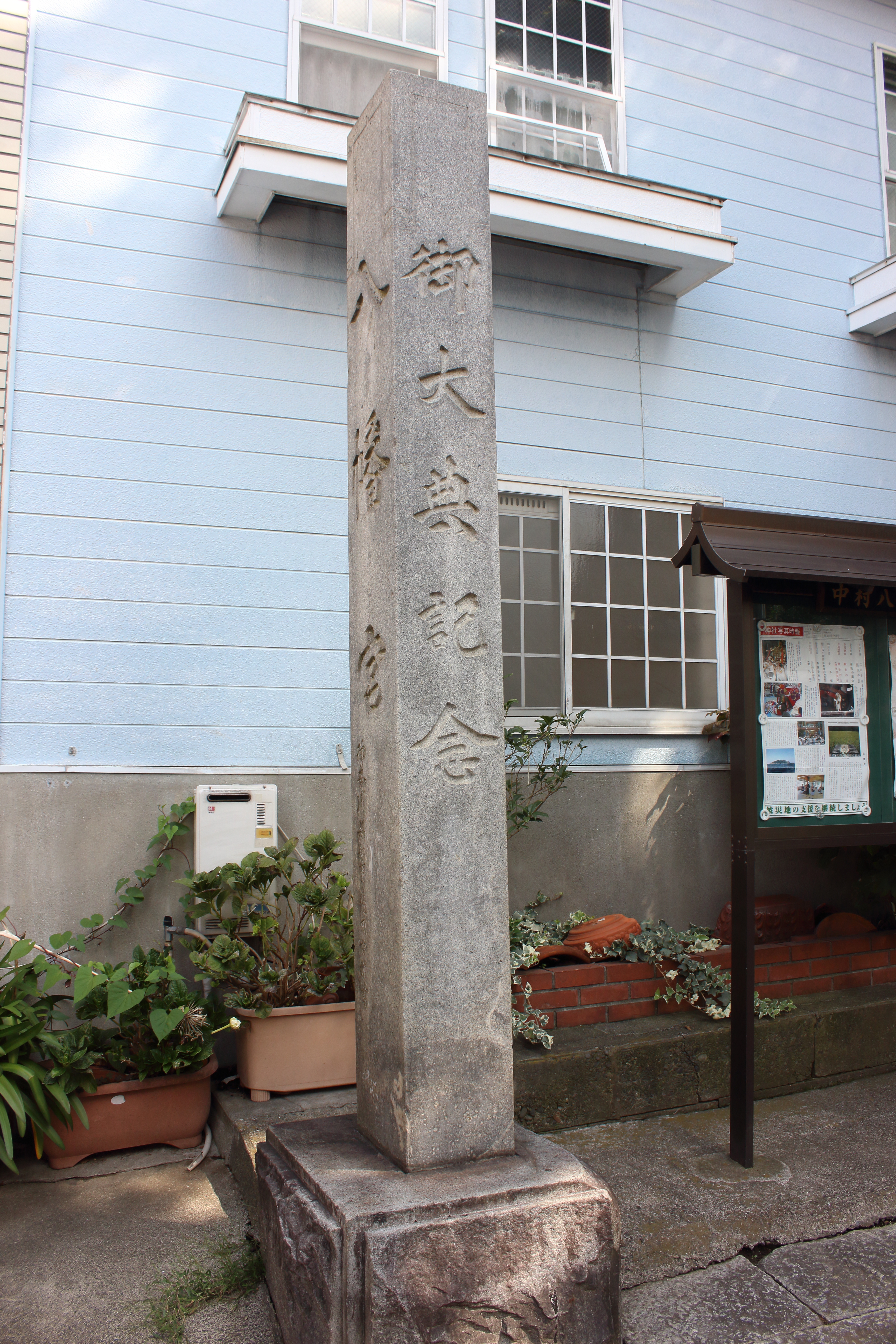
御大典

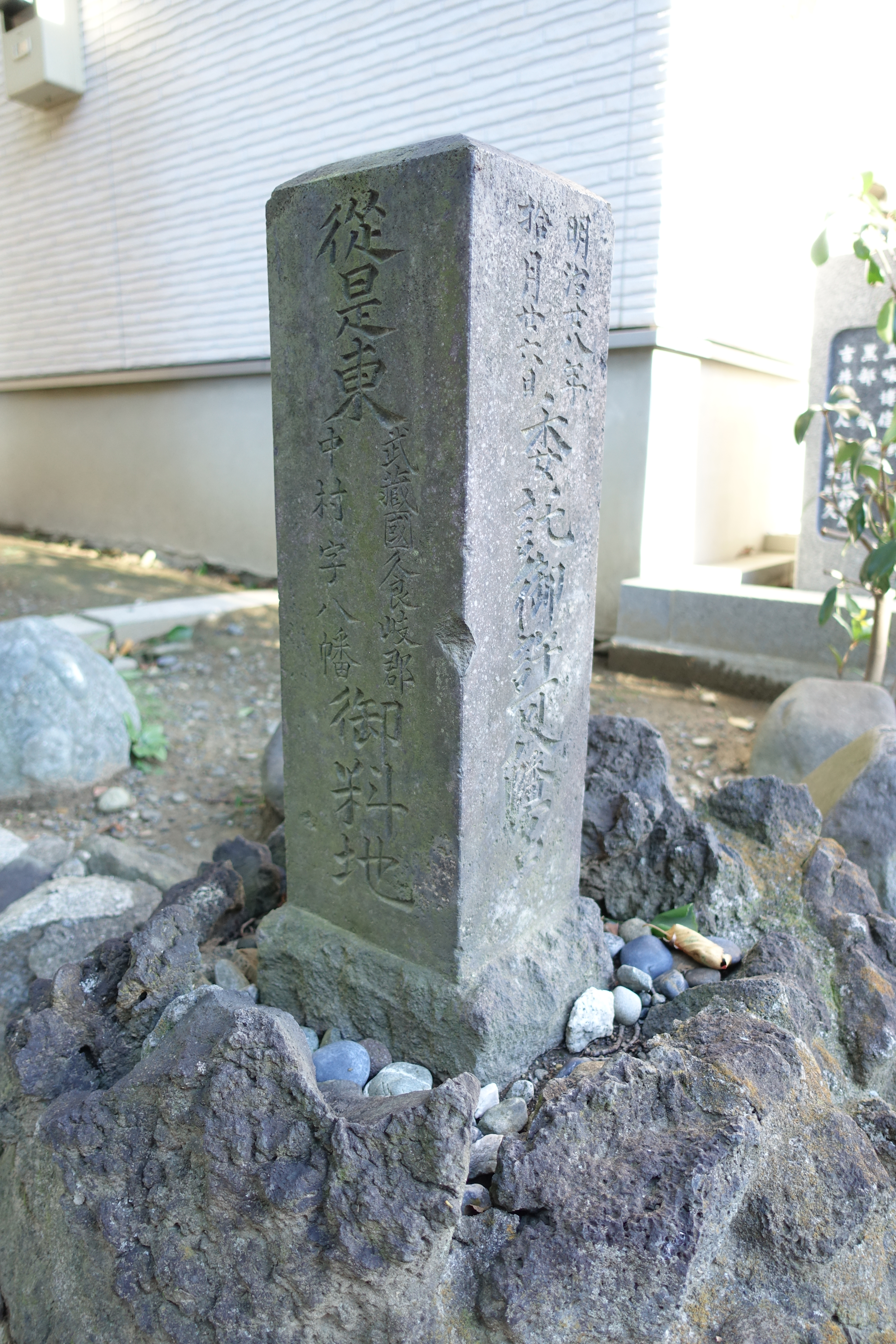
御料地境界標石

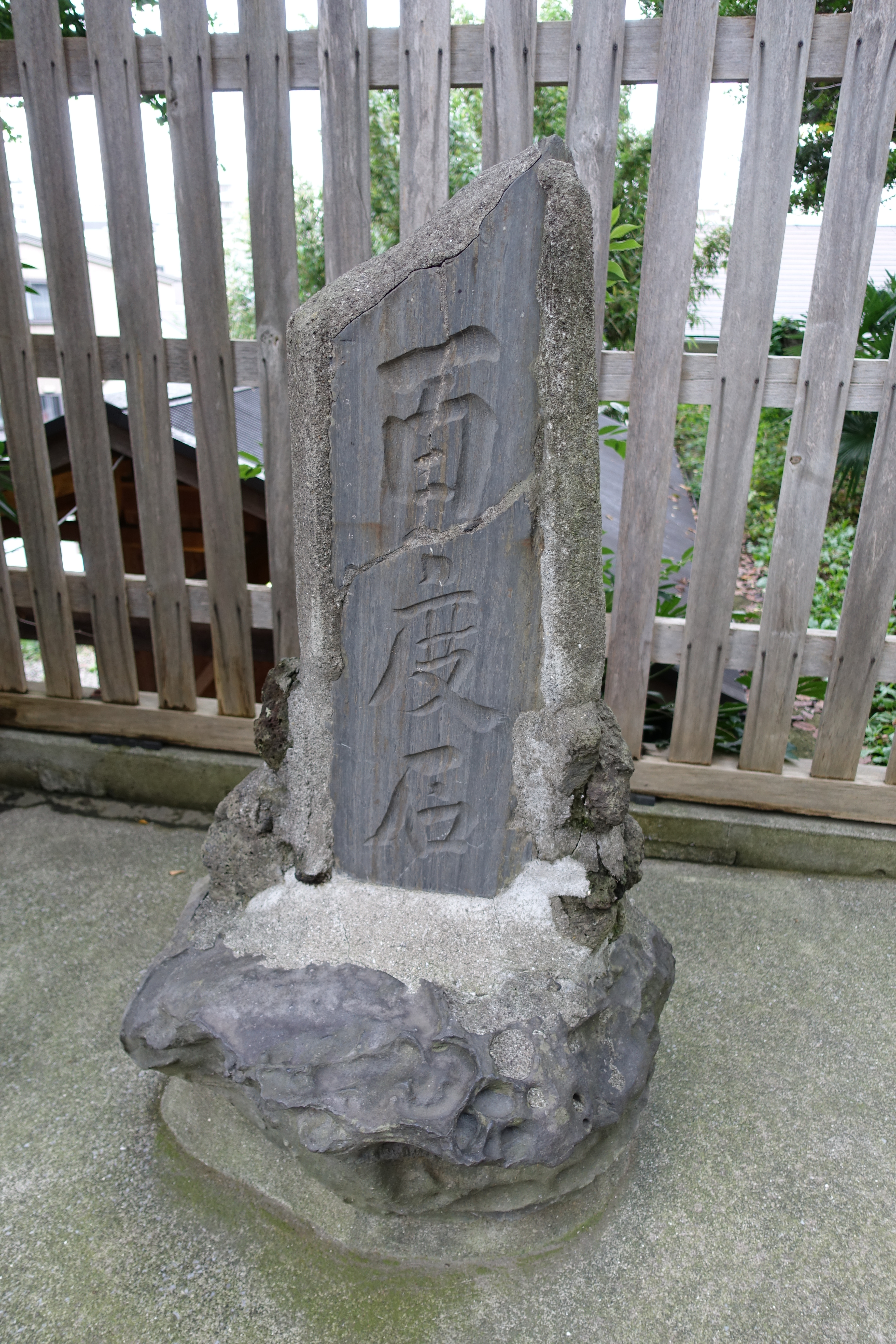
お百度石

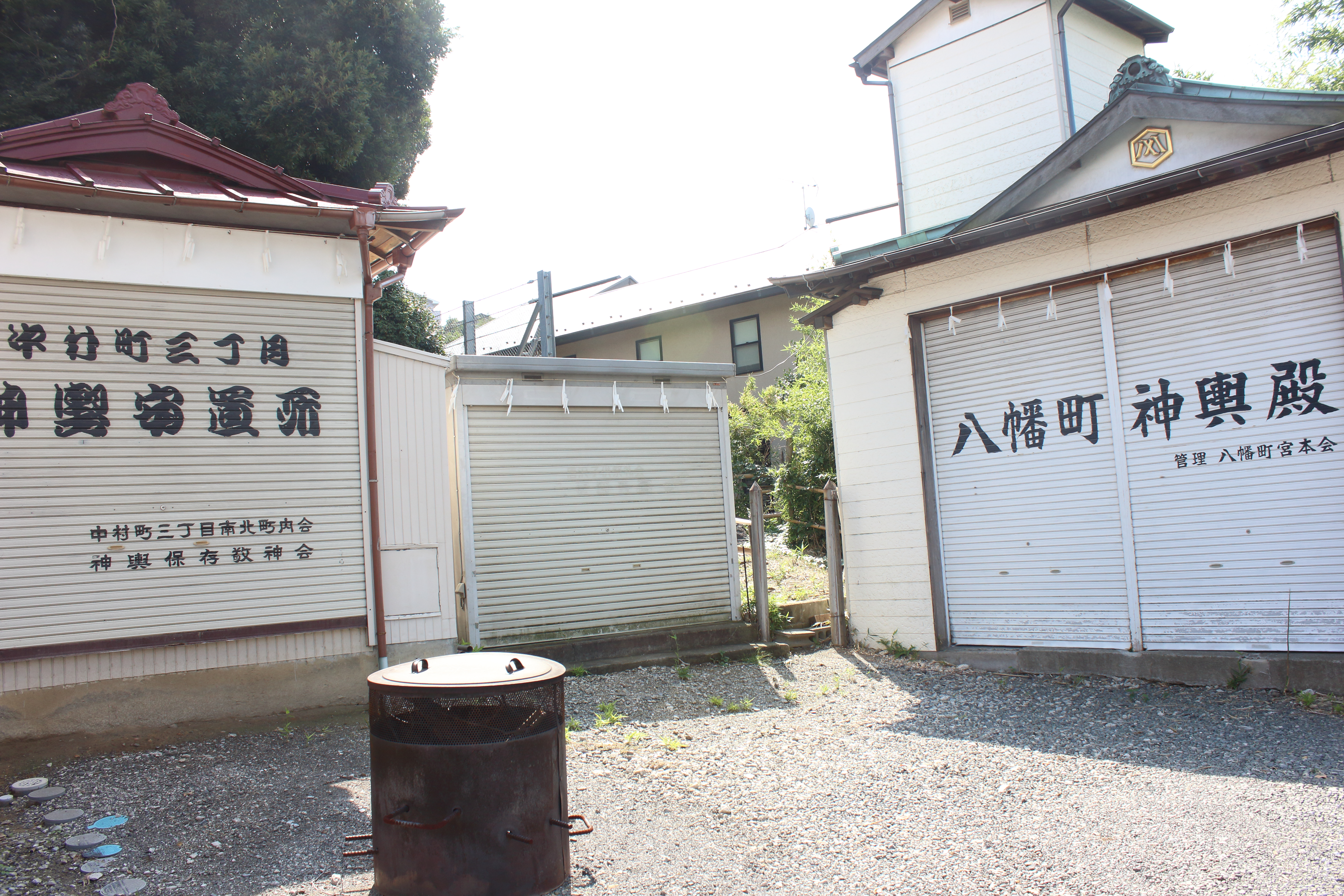
神輿庫

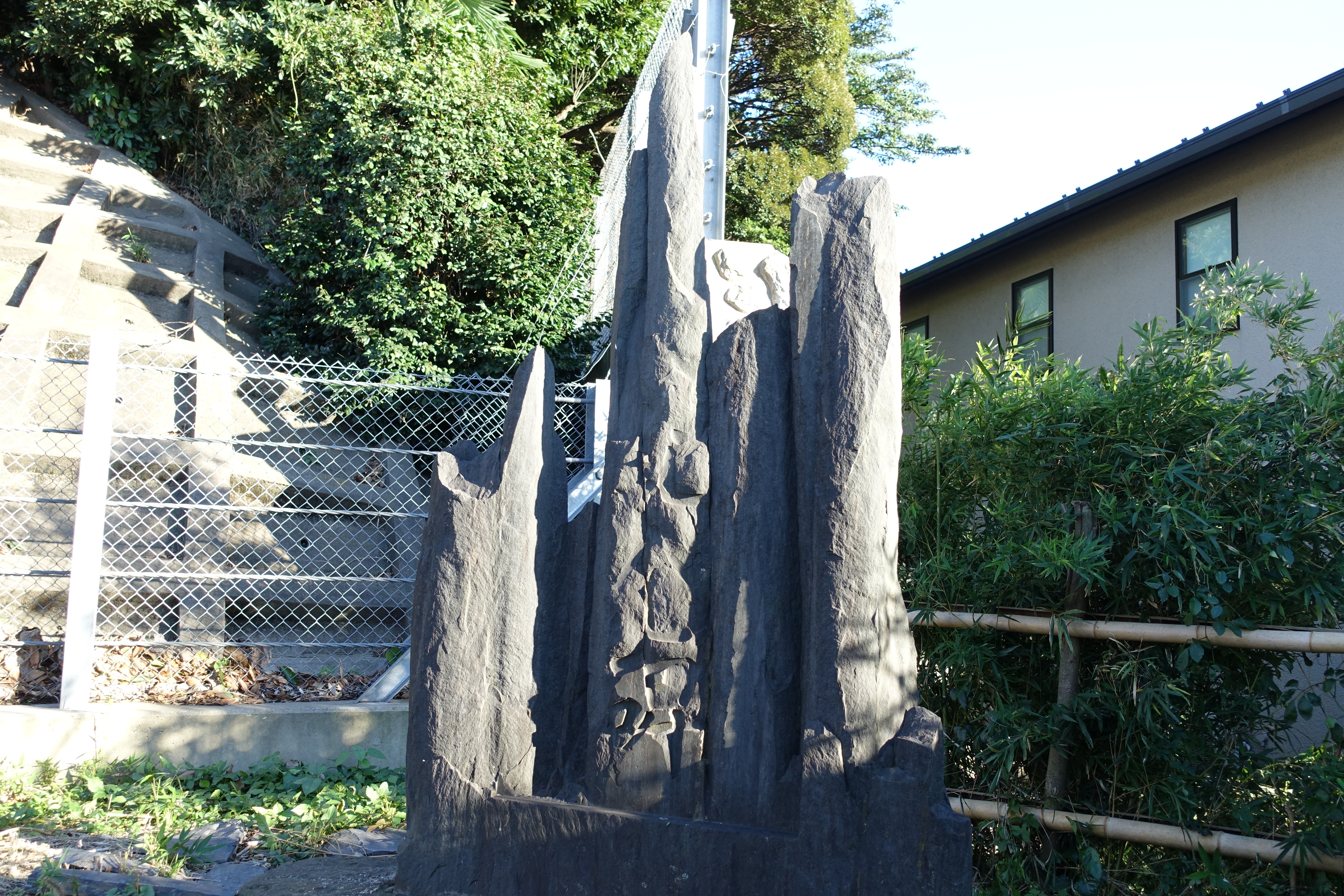
空襲により割れた石碑

本殿
1999年（平成11年）建替。銅板葺檜造、流造。

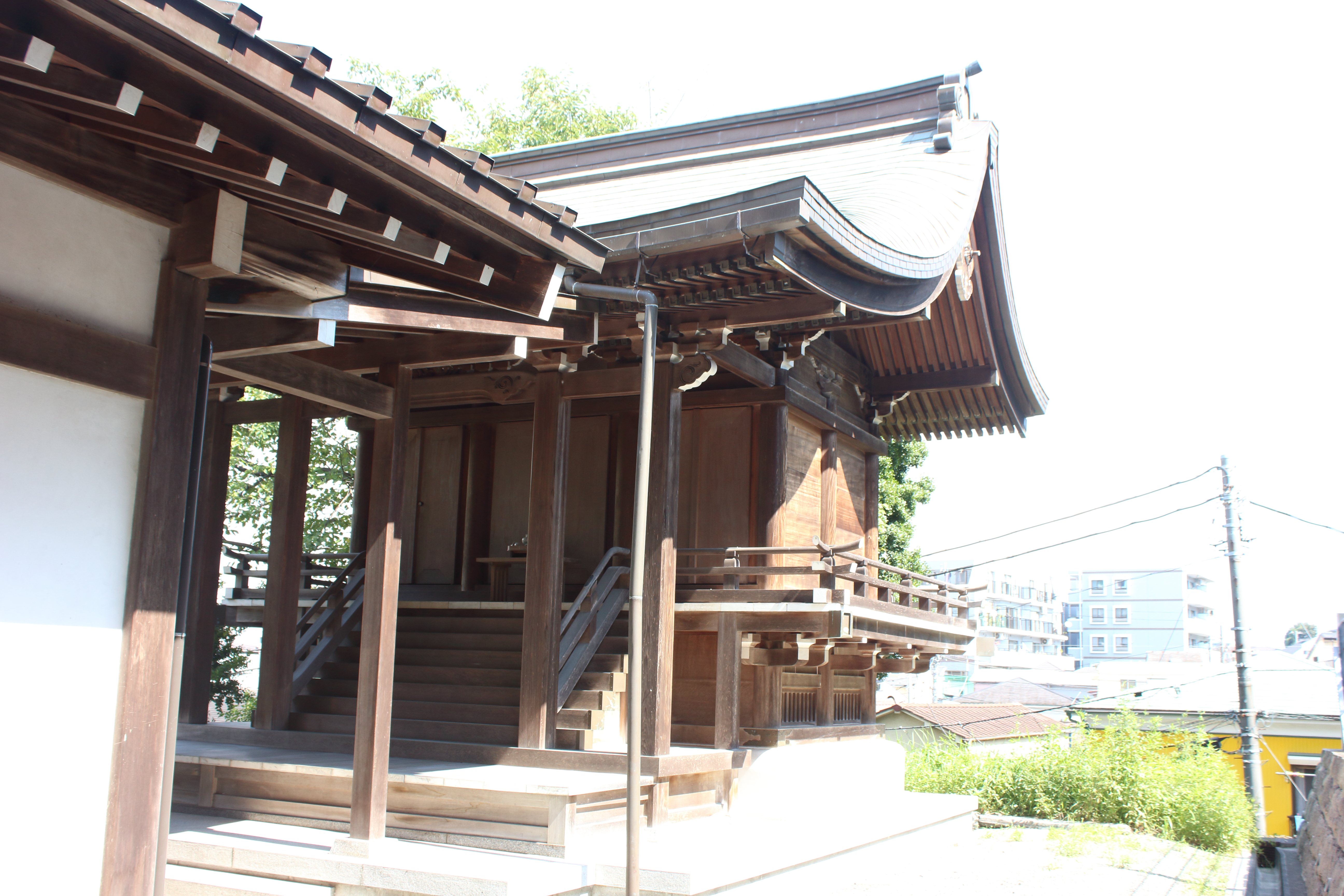
本殿

拝殿
2001年（平成13年）建替。銅板葺檜造14坪。
- 拝殿

神楽殿・ 社務所
2011年（平成23年）12月改築。神楽殿・参集所を含む。
- 社務所（神楽殿・参集所）

狛犬
1900年（明治33年）寄進。獅子山・子落としのタイプ。
- 左側
- 右側

鳥居
1882年（明治15年）造立。
- 鳥居

御大典記念
1928年（昭和3年11月）、昭和天皇の即位式を祝して造立された。
- 御大典

地蔵庚申塔
左側の庚申塔と右側の地蔵尊は1698年（元禄11年）造立。中央の地蔵は右側の地蔵が空襲による傷みが激しいため1981年（昭和59年）に新たに造立された 。

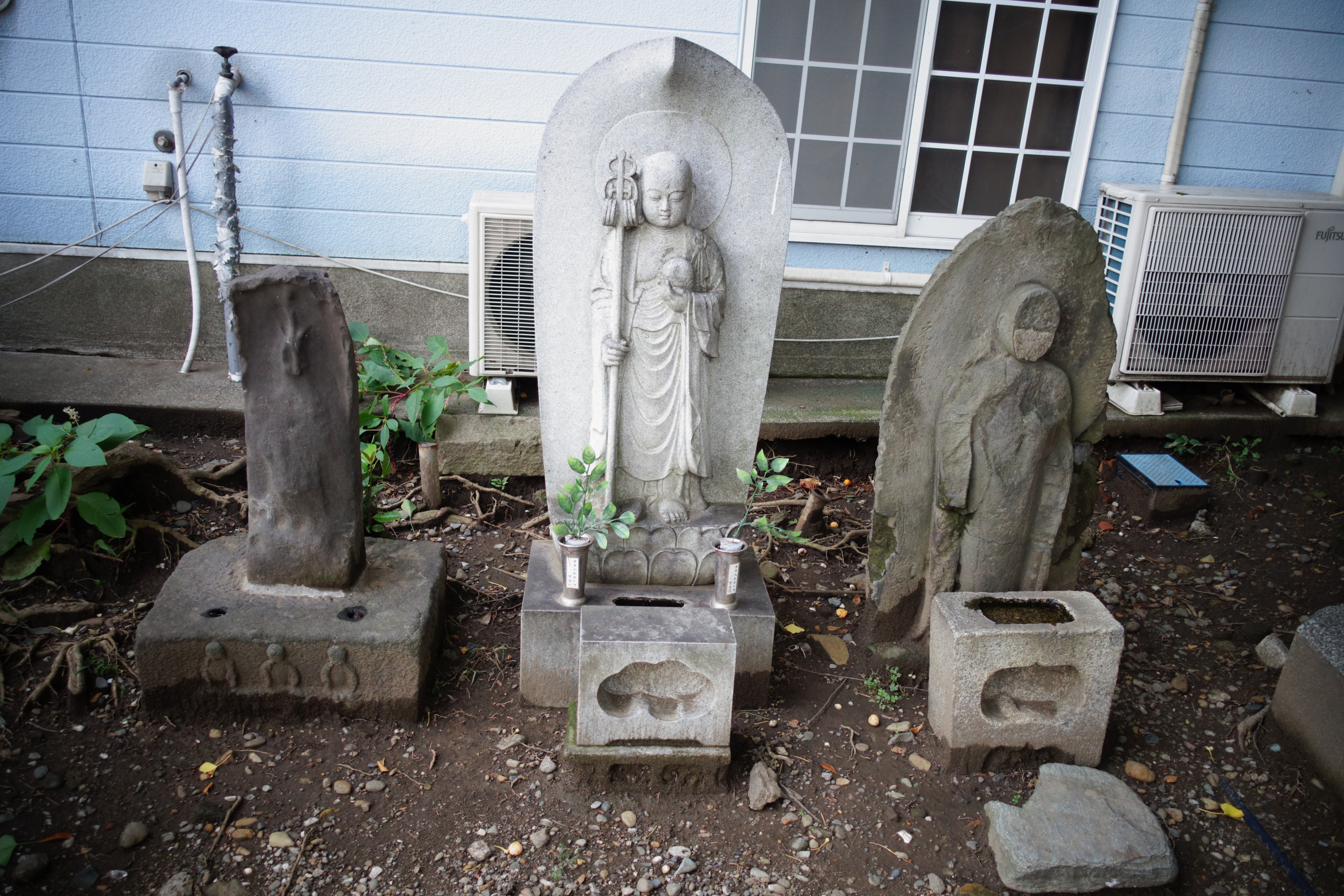
地蔵庚申供養塔

御料地境界標石
1895年（明治28年）設置。明治政府は太政官達で社寺境内以外の所有地を上地し、官有地第一種皇宮として編入したが、その後社寺林について自然管理の上から社寺に託して保管させるべく社寺上地管林委託規則（明治24年4月農商務省令第5号）を通達。中村八幡宮も1895年（明治28年）に委託された。
- 御料地境界標石

お百度石
境内でのお百度参りの標識として立てられた石。
- お百度石

氏子町内神輿庫
- 神輿庫

横浜大空襲遺跡
1945年（昭和20年）5月29日の横浜大空襲による高熱のために割れ上半分を失った関東大震災慰霊碑
- 空襲により割れた石碑

### 境内社

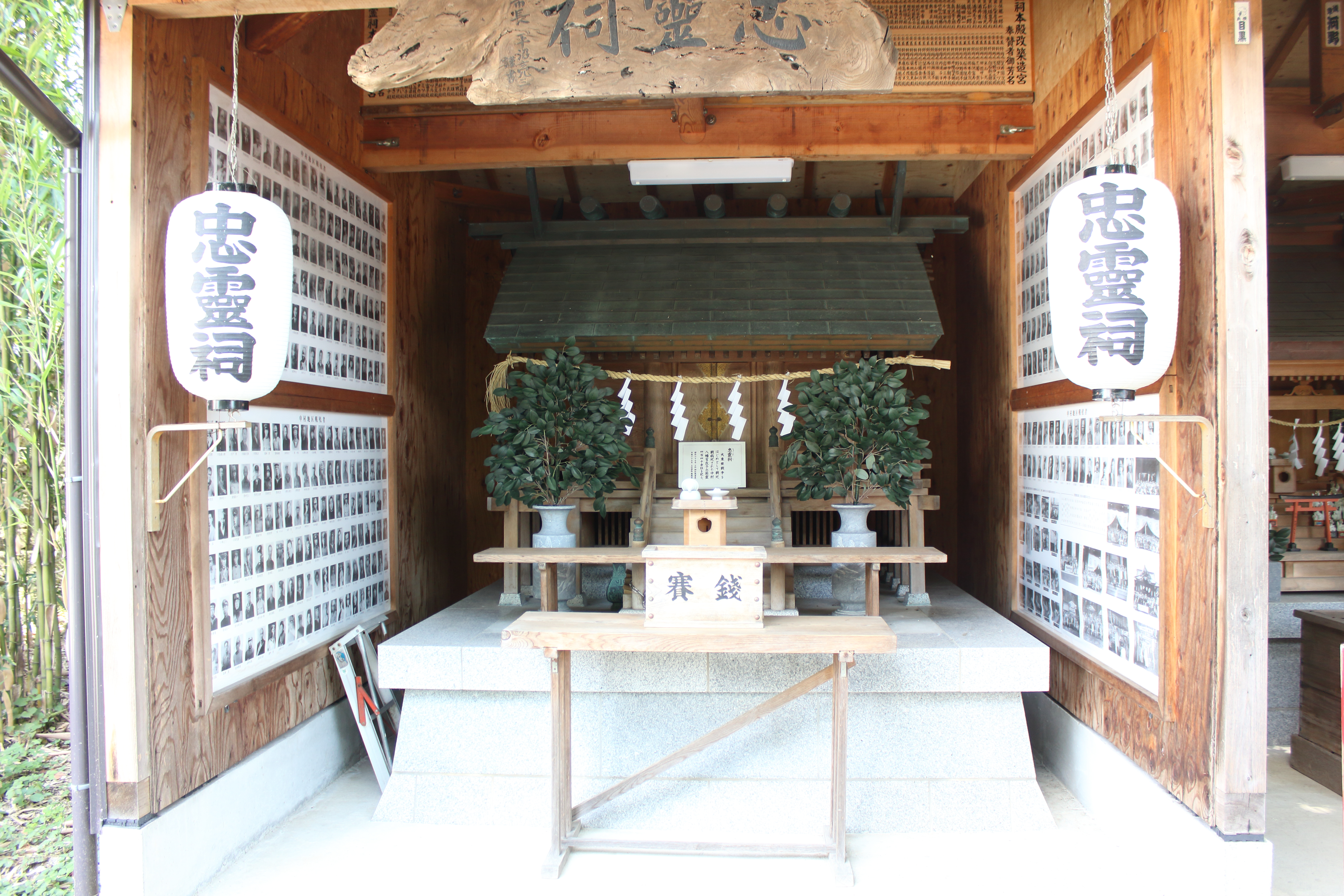
忠霊祠

• 吾妻稲荷神社
祭神：稲倉魂命、例祭：3月丑の日

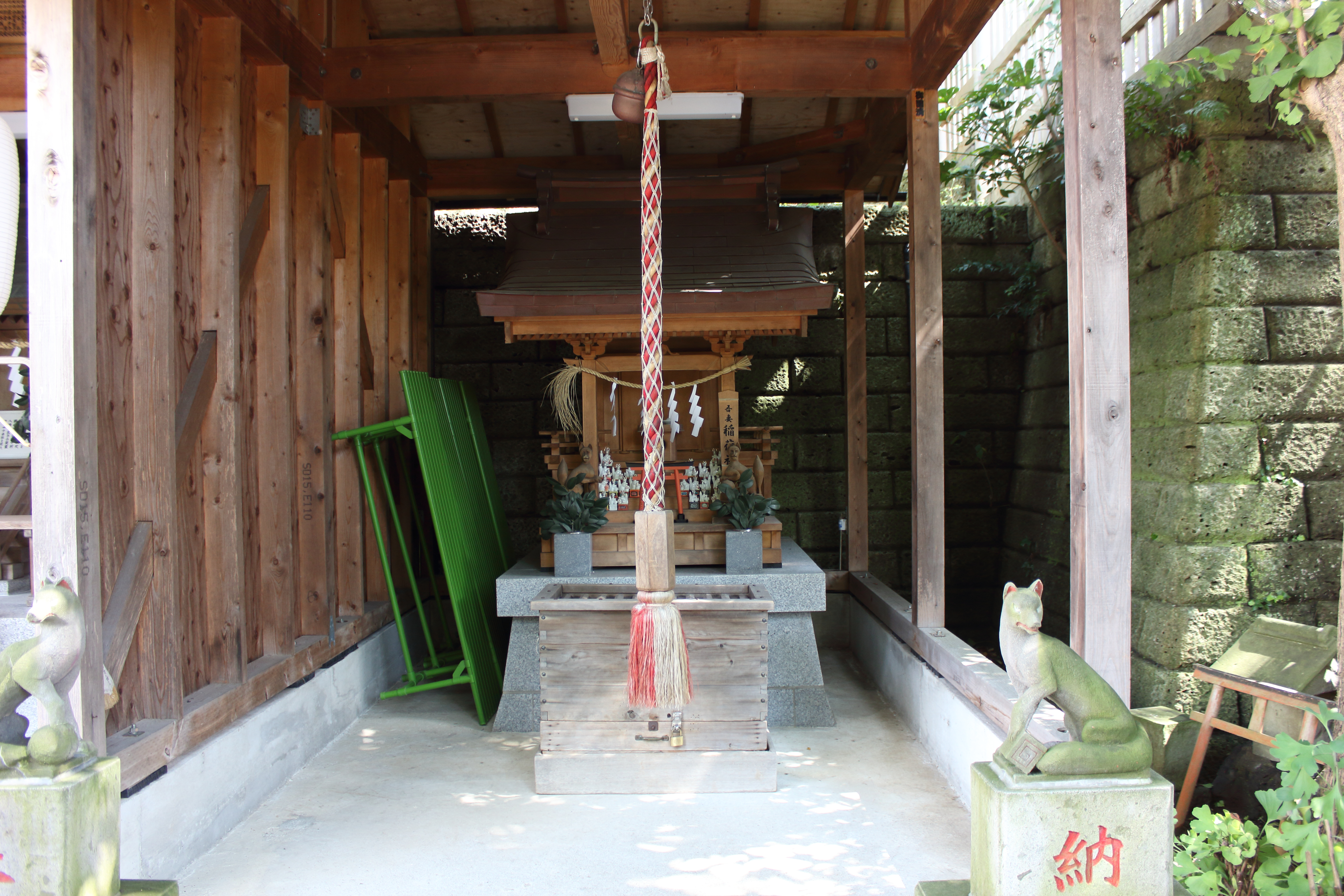
吾妻稲荷神社

 • 忠霊祠
1952年（昭和27年）創建。過去にあった戦争で戦死・戦病死された氏子350余柱が祀られている。
- 忠霊祠

## 文化財

### 横浜市域文化財（地域史跡）
• 内務省地理寮水準点（几号高低標）
1998年（平成10年）11月9日指定。内務省による西洋式地図作成のため、1876年（明治9年）から行われた水準測量で用いられた標識「几号高低標」がある。当時の地図作成は内務省地理寮のち地図局（イギリス式測量）、参謀本部測量局（徳川幕府の流れをくんでフランス式測量、第一軍管地方迅測図で採用。のち1882年（明治15年）にプロシアで地図測量を学んで帰国した田坂虎之助を中心にして、ドイツ式測量が主流になっていった）、北海道開拓使による未開地であった北海道測量（1882年（明治15年）に組織の廃止とともに事業も廃止）等でそれぞれ別々に進められていた。その後1888年（明治21年）に発足した参謀本部陸地測量部（現在の国土地理院）によって地図作成が一本化されることとなった。陸地測量部ではドイツ式測量が継承され、イギリス式測量・フランス式測量は引き継がれることはなかった（当時の参謀本部には「イギリス切り捨て、フランス憎し」といった風潮が強かった）。このため多くの几号高低標は利用されることなく撤去や移設されてしまったが 、この几号高低標は設置当時の位置に移動せずに残されている。1881年（明治14年）に内務省から発行された「横浜実測図」を見ると、この地点に几号高低標を示すマークとして「BM（ベンチ・マーク）」が表示されており、移動していないことがわかる。2000年（平成12年）から2013年（平成25年）に行われた調査によれば、横浜市内で残存が確認された几号高低標は当地を含めて7か所である

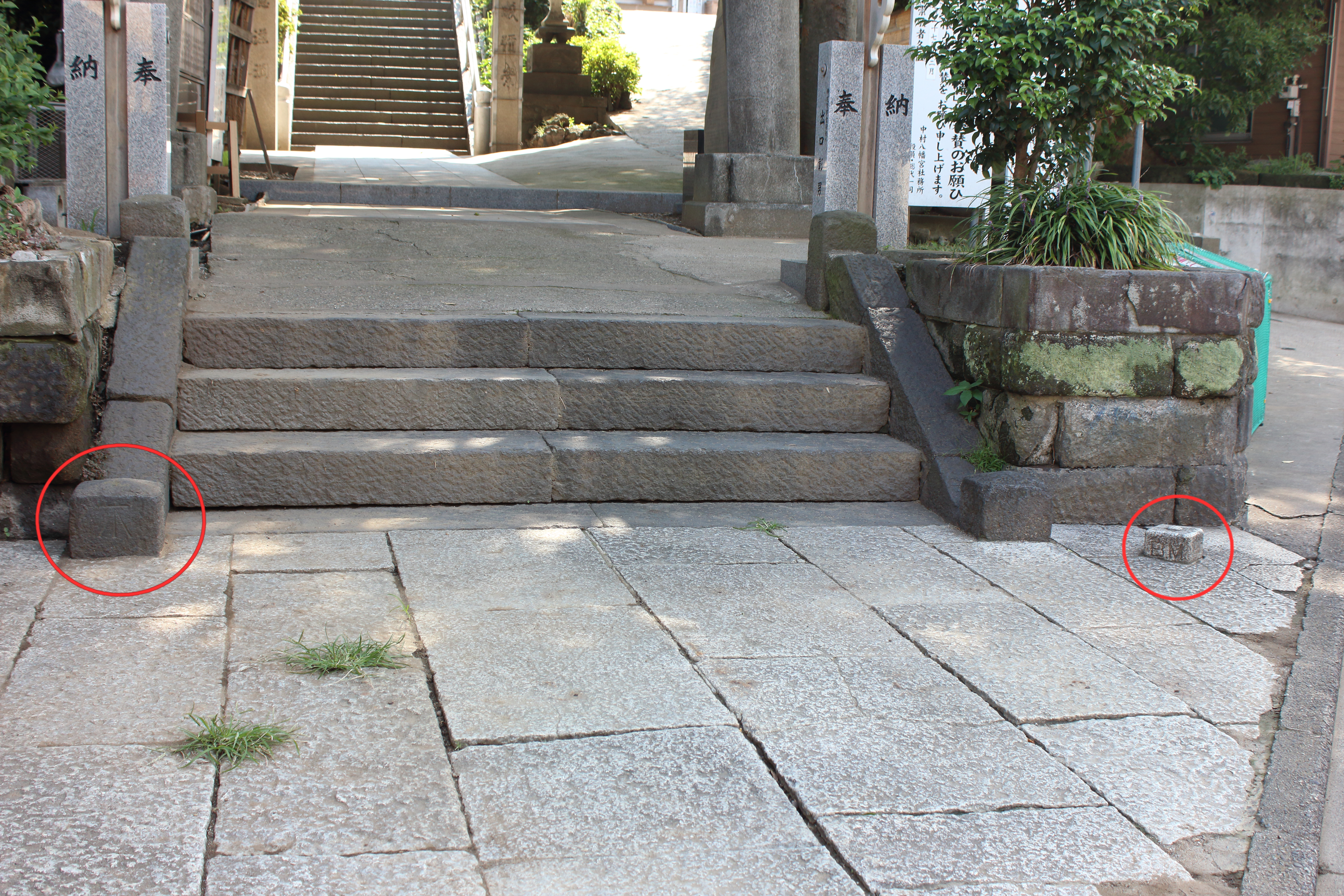
標識の位置
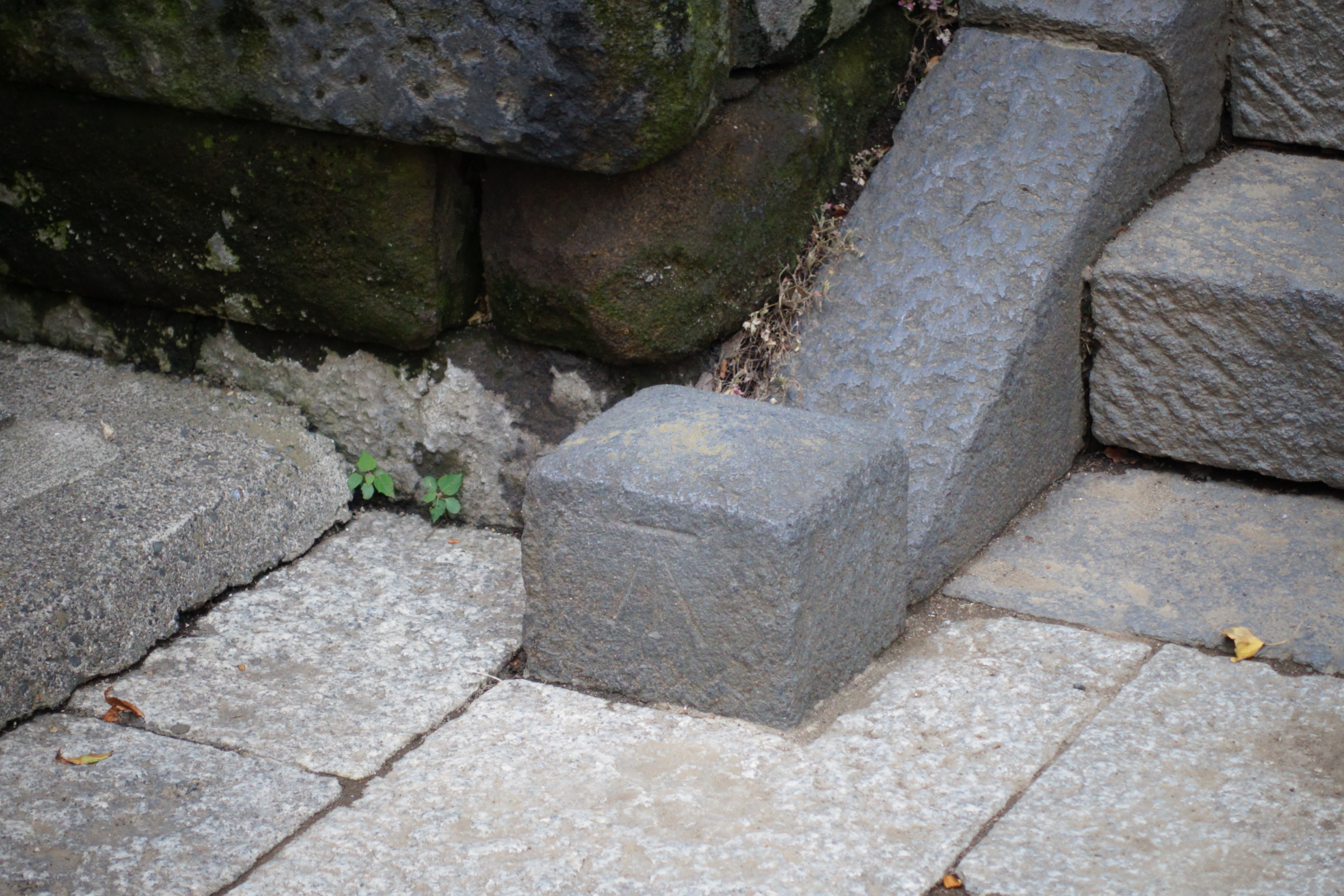
几号高低標
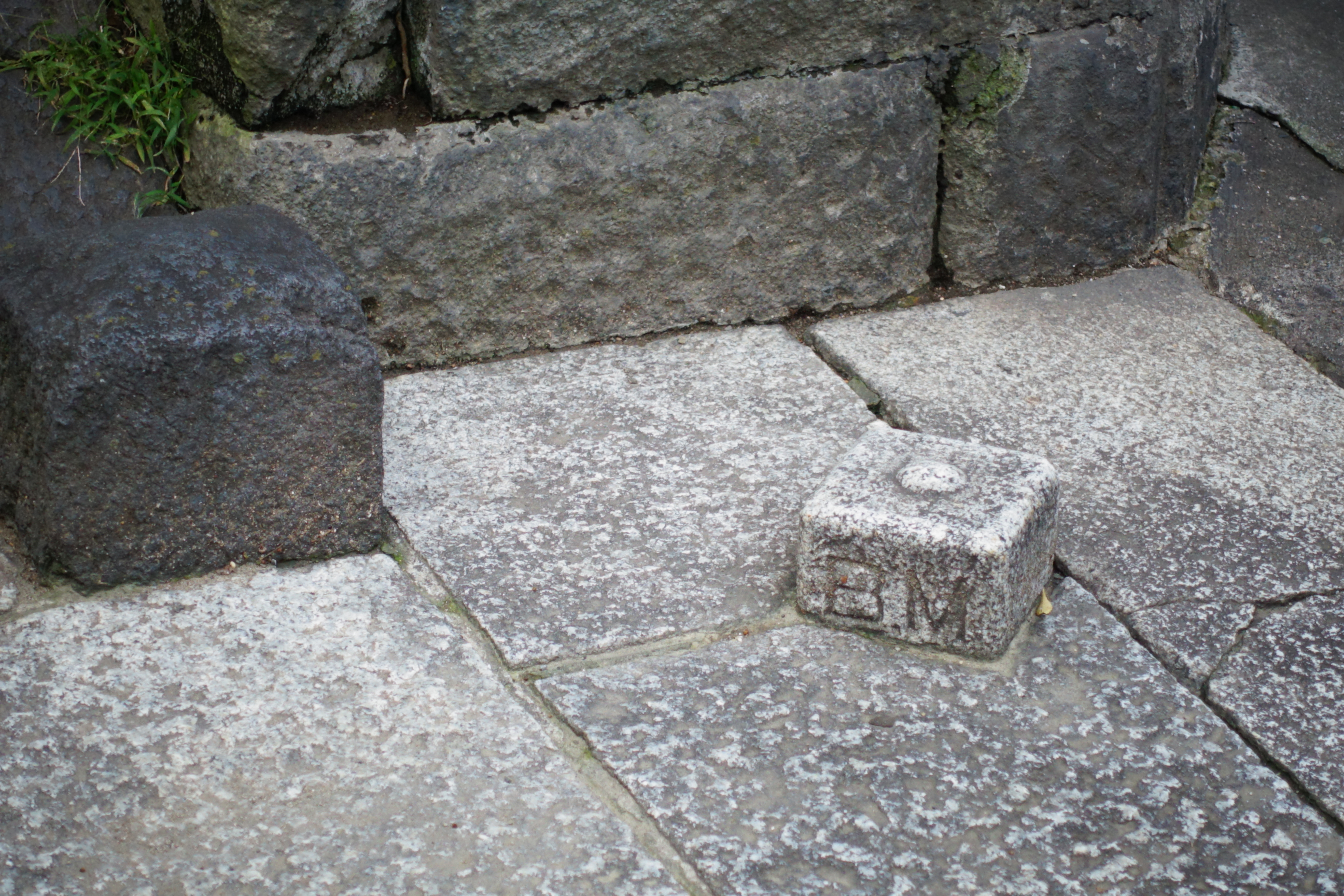
水準点

### 横浜市名木古木
- 1971年（昭和49年）度名木古木指定「シイ」樹齢およそ150年（指定時）[3][注釈 3]。
- 1971年（昭和49年）度名木古木指定「アカガシ」樹齢およそ200年（指定時）[3][注釈 4]。

## 年中行事
中村八幡宮の年中行事
| 行事名       | 日付     | 開始時刻 | 備考 |
| ------------ | -------- | -------- | ---- |
| 歳旦祭       | 1月1日   | 12時     |      |
| 夏越の大祓式 | 6月30日  | 16時     |      |
| 例祭         | 8月15日  | 11時     |      |
| 忠霊祠慰霊祭 | 8月15日  | 12時     |      |
| 年越の大祓式 | 12月31日 | 16時     |      |
| 除夜祭       | 12月31日 | 22時     |      |

## 交通アクセス
- 横浜市営地下鉄ブルーライン「阪東橋駅下車」徒歩13分
- JR東日本根岸線桜木町駅 より
  - 横浜市営バス158系統（日本大通り駅県庁前経由滝頭ゆき）[31]
  - 京浜急行バス110系統（磯子・杉田平和町ゆき）
    - 「三吉橋」下車徒歩5分